# T56
T56 är en svensk motortorpedbåt som byggdes 1957 på Stockholms örlogsvarv som var underleverantörer till Kockums i Malmö. T56 togs ur tjänst 1973. Mellan åren 1985 och 2003 fanns hon på Ekerö och mellan åren 2003 och 2007 renoverades T56 på Gålöbasen och är nu en fullt fungerade motortorpedbåt i originalskick. Originalmaskineriet som bestod av tre stycken Isotta Fraschini W18 på cirka 57 liters cylindervolym vardera, har konverterats till dieseldrift. Detta i samarbete med italienska CRM som tog över Isottas fabriker. Konverteringen ledde till cirka 5 % effektökning samt en förbättrad bränsleekonomi. T56 är ett exempel på ett levande museifartyg och genomför sjöfärder varje sommar.
T56 ägs idag av en stiftelse och körs och vårdas av medlemmar från Föreningen Mtb-veteraner.